# .ao
.ao је највиши Интернет домен државних кодова (ccTLD) за Анголу. Његовом администрацијом се бави колеџ инжењерства Универзитета Агостина Нета.
Регистарски веб-сајт, није мењан од 2002. године и састоји се од једне стране на португалском. Један од неколико линкова на страни је документ у Microsoft Word формату, на енглеском, који даје регистрациона правила за домен који можда није ажуриран; ту се наглашава да се регистрације од стране ентитета ван Анголе обављају у .it.ao поддомену (али Гугл претрага не показује да је активан иједан сајт у овом поддомену) и такође се каже да се регистрације узимају само на трећем нивоу (а Гугл претрага показује да постоје неки сајтови на другостепеним .ao именима).